# Meghan Klingenberg
Meghan Klingenberg és una defensa de futbol amb 65 internacionalitats i 3 gols pels Estats Units, amb els que ha guanyat el Mundial 2015. Ha sigut subcampiona de la Lliga de Campions amb el Tyresö FF.

## Trajectòria
| Temporades  | Lliga             | Club                     | P  | G  | Actualitzat |
| ----------- | ----------------- | ------------------------ | -- | -- | ----------- |
| 2007 - 2010 | D3                | North Carolina Tar Heels | 70 | 18 |             |
| 2011        | D1                | magicJack                | 02 | 0  |             |
| 2011        | D1                | Boston Breakers          | 10 | 0  |             |
| 2012        | D1                | Western New York Flash   | 03 | 02 |             |
| 2012 - 2014 | D1                | Tyresö FF                | 32 | 02 |             |
| 2014 - 2015 | D1                | Houston Dash             | 19 | 0  |             |
| 2016 - act. | D1                | Portland Thorns          | 15 | 0  | 19/11/2016  |
|             |                   |                          |    |    |             |
| 2005        | Selecció sub-17   | Selecció sub-17          |    |    |             |
| 2008        | Selecció sub-20   | Selecció sub-20          |    |    |             |
| 2011 - act. | Selecció absoluta | Selecció absoluta        | 70 | 03 | 18/09/2016  |

## Palmarès
| Títols — Seleccions nacionals            |
| 1 Mundial                                |
| Títols — Clubs                           |
| 1 Lliga Professional                     |
| 2 Lligues Universitàries                 |
| 1 Lliga                                  |
| Reconeixements — Premis                  |
|                                          |
| Reconeixements — Seleccions de jugadores |
|                                          |